# EPOS 2
EPOS 2 byl střední samočinný tranzistorový počítač stavebnicového typu druhé generace určený pro vědeckotechnické výpočty a zpracování velkých objemů dat z oblasti řízení státní správy, statistiky a evidence. Vycházel z logiky svého předchůdce (Epos 1) a byl vyvíjen ve Výzkumném ústavu matematických strojů (VÚMS) v Praze.
EPOS 2 (po přechodu na tranzistory se zkratka vykládala jako Elektronický počítač samočinný) byl završením samostatné československé koncepce vývoje výpočetní techniky, která přispěla novými nápady jako bylo například použití dekadického zobrazení nebo důslednější zajištění provozu počítač proti poruchám. Oceňováno bylo i plně automatické sdílení času, které umožňovalo paralelně zpracovávat nezávisle až pět programů. Sériově byl vyráběn mezi lety 1968–1973 v podniku ZPA Čakovice pod označením ZPA 600 a ZPA 601.
Rychlý vývoj počítačů přinesl zaměření na kompatibilitu a jednotnost řešení a byla prosazena koncepce společného mezinárodní rozvoje v rámci zemí východního bloku.

## Technické řešení
Počítač pracoval ve dvojkově kódované desítkové soustavě s pevnou i pohyblivou řádovou čárkou. Zpracoval až 38 600 operací za sekundu. Základní jednotka zahrnovala řadič, organizátor, aritmetickou jednotku, feritovou paměť a ovládací stůl. Její využití bylo řešeno stejně jako u počítače EPOS 1, tj. sdílením času až pěti nezávislými programy, kterým bylo možné na přepojovacím poli přidělit potřebnou část hlavní paměti po úsecích 1 000 nebo 10 000 slov. Přepojovací pole sloužilo také jako transformační a kontrolní. Obdobně byla na   tzv. dispečerském poli přidělována přídavná zařízení.
Vlastní sdílení času bylo vyřešeno speciálním obvodem (tzv. organizátorem). Při přechodu z jednoho programu na druhý byl řešen úklid a nové nastavení všech pracovních registrů. Počítači EPOS 2 byly přidány k pracovním registrům základní jednotky odkládací registry s pětkrát větší kapacitou. Proti poruchám byl počítač zajištěn více prostředky pro lokalizaci závady. Jejich realizace vyplynula ze základních charakteristik počítače, především ze způsobu kódování.
Počítač s operačním systémem byl ovládán elektrickým psacím strojem. Bylo důležité zavedení algoritmu pro přerušení programu při programové chybě a nebo také přerušení operátorem pomocí tlačítka umístěného na psacím stroji. Po přerušení převzal automaticky řízení ovládací program počítače.
Sestava prvního počítače z roku 1963: 
- 1 základní jednotka (včetně aritmetické jednotky a ovládacího stolu)
- 1 ferritová paměť (kapacita 5 000 slov)
- 1 magnetická bubnová paměť (kapacita 15 000 slov)

- 4 magnetické páskové paměti
- 1 fotoelektrický snímač děrné pásky 1500 znaků/sec.
- 1 snímač děrných štítků,
- 1 elektrický psací stroj 1552 s doplňky (snímač – děrovač děrné pásky 20 znaků/sec.)
- 1 tiskárna
- 1 děrnoštítková jednotka (snímač – děrovač štítků)
- 1 rychloděrovač děrné pásky[1]

## Vývoj
Etapa vývojových prací prototypu až po ověřování ve výrobě byla naplánována od roku 1960 do roku 1963. Během roku 1960 byly navrženy a experimentálně ověřeny základní prvky obvodů s použitím tranzistorů a dalších součástek vyrobených v Československu. Ukončení vývoje během druhé poloviny roku 1962 nebylo realizováno vzhledem k problémům výrobě (nedostatek výrobních kapacit, nekvalitní výroba). S ohledem na prioritu projektu „EPOS 1“ byla výroba prvního prototypu stanovena mezi roky 1962–1965. Výroba se následně zpozdila o další dva roky, i když VÚMS měl funkční vzor základní jednotky počítače zprovozněný v druhé polovině roku 1965.

### Základní operační systém–ZOS
První počítačový operační systém vyvíjený v Československu byl vyvíjen a testován na počítači Epos 2 pod názvem Základní operační systém (ZOS). Jeho základní komponenty nezbytné pro chod aplikačních programů byly během činnosti načteny do uzamykatelné operační paměti.
Operační systém obsahoval základní komponenty budoucího systémového software:
- Supervisor – základní podpora spuštěného programu
- Monitor – správa a řízení spouštění aplikačních programů
- Knihovny programů a jejich správu (zdrojová, makro, modulová a spustitelných programů)
- Linkage editor – spojovací program přeložených modulů do spustitelného stavu

- Programovací jazyky (Assembler, Fortran, Cobol, RPG).

Existovala také řada aplikačních programů, například třídicí (nebo řadící) program Sort/Merge.
Základní programové vybavení sériově vyráběného počítače se skládalo z operačního systému ZOS. Byl to jednoduchý operační systém uložený v pevné paměti. Později byly  některé jeho komponenty uloženy na magnetických páskách. Operační systém zajišťoval provádění akcí na základě příkazů uživatele, které byly realizovány pomocí elektrického psacího stroje nebo snímačem děrných štítků.

## Výroba

### Epos2 versus Tesla200
V roce 1967 díky politickému a ekonomickému uvolnění závod Tesla zakoupil od francouzské firmy Bull GE licenci na výrobu číslicových počítačů 2,5. generace a vedení firmy se v rámci vlastní propagace postavilo zamítavě k nově vyvíjenému počítači EPOS 2 a vyvolalo porovnání výkonu obou počítačů. VÚMS spadal pod Závody přístrojů a automatizace a jejich vedení na tuto konfrontaci přistoupilo. Tesla měla hotový počítač Tesla 200 a také odzkoušené zkušební aplikace, které chtěla použít na porovnání výkonnosti obou počítačů.
VÚMS disponoval prototypem počítače s prozatímní soustavou periferních zařízení, například magnetopáskové paměti byly k dispozici se zápisovou a čtecí frekvencí 10 kHz, ale uživatelům měli být dodávány z výroby magnetopáskové paměti s frekvencí 40 kHz. Operační systém ZOS a většina softwarových komponent nebyla zcela vyzkoušena.
Vzpomínky programátora Zdeňka Pachla z VÚMU poskytují pohled na množství odvedené práce, aby byl Epos 2 přiměřeným konkurentem Tesle 200. Ale vzhledem k uvedeným okolnostem první kolo soutěže nedopadla pro VÚMS příznivě. Po vyhodnocení problému, kolektiv pod vedením Jana Sokola přepracoval a zrychlil třídicí program. Dokončeny byly také další komponenty systému. V druhém kole s použitím výkonnějších magnetopáskových jednotek byla zkušební aplikace na počítači EPOS 2 významně rychlejší. Reklamu, kterou získala TESLA to však již neovlivnilo.

### Sériová výrova
Od roku 1968 se začal počítač pod označením ZPA 600 vyrábět sériově v podniku ZPA Čakovice. Od roku 1971 se začala vyrábět inovovaná verze například s rozšířeným souborem periferních zařízení (diskové paměti, souřadnicový zapisovačem Digigraf) pod označením ZPA 601. Sériová výroba obou počítačů skončila v roce 1973. Závod ZPA Čakovice vyrobil více než třicet počítačů ZPA 600 a ZPA 601. Ve své době se díky svým kvalitním vlastnostem používaly například v podnicích jako byly Vojenské stavby, Ústředí výpočetní techniky dopravy nebo Československá lidová armáda.
K uživatelům se dostalo méně počítačů, než byla původní představa. Příčinu lze nalézt zpočátku v pomalém uvolňování výrobních kapacit pro výrobu počítačů a posléze přechod na výrobu počítačů třetí generace.